# Media luna (militar)
En arquitectura militar, se llama media luna a un tipo de obra exterior a la fortificación principal; pueden ser de obra o de estacada. 
Contiene la media luna dos caras que forman un ángulo saliente siendo su entrada o gola semicircular. La media luna se usa para cubrir la puerta de una ciudad o plaza fuerte y los flancos de un baluarte. Puede ser de dos tipos: 
- sencilla, la que solo tiene dos caras
- doble, la que tiene una tercera cara encerrada en su recinto, sirviendo de retrincheramiento si la cara exterior es tomada por el enemigo; se llama también media luna cortada o media luna a luneta.[1]

Impropiamente se denomina también media luna a los revellines.